# El laboratorio de Dexter
El laboratorio de Dexter (conocida en inglés como Dexter's Laboratory) es una serie animada de ciencia ficción y comedia creada por Genndy Tartakovsky para Cartoon Network. La serie gira en torno a Dexter, un niño genio de pelo rojo que posee un laboratorio secreto con una colección de sus inventos. Dexter a veces se encuentra constantemente en conflicto con su escandalosa pero simpática hermana Dee Dee, quien siempre logra entrar a su laboratorio a pesar de sus esfuerzos por mantenerla fuera de él, así como a Mandark (Cerebro en Hispanoamérica) su archirrival. Las dos primeras temporadas de la serie contienen dos segmentos adicionales: Marca M Para Monkey, la cual se enfoca en el mono superhéroe, mascota de Dexter y Los Amigos de la Justicia, que trata acerca de un trío de superhéroes que viven en el mismo apartamento.
En un principio, Tartakovsky puso a correr la serie en el segmento de cortos animados What a Cartoon! de Hanna-Barbera, basándose en los filmes que produjo cuando era estudiante de la California Institute of the Arts. Cuatro cortos fueron creados y transmitidos en Cartoon Network en 1995 y 1996, antes de que los niveles de audiencia convencieran a la compañía de crear una temporada de 13 episodios, la cual se emitió el 28 de abril de 1996. Para 1999, la serie ya contaba con 52 episodios y una película. Fue entonces cuando Tartakovsky abandonó la serie para empezar a trabajar en otros proyectos, tales como Samurai Jack y Star Wars: Guerras Clónicas. En 2001, Cartoon Network revivió la serie con un equipo de producción diferente en Cartoon Network Studios y después de 26 episodios más, la serie llegó formalmente a su fin el 21 de noviembre de 2003.
El Laboratorio de Dexter recibió altos niveles de audiencia, y se convirtió en la mejor serie de la historia de Cartoon Network, la serie fue nominada para 13 premios Primetime Emmy, 4 Golden Reel La serie también es famosa por haber ayudado a impulsar las carreras de varios caricaturistas, tales como Craig McCracken, Seth MacFarlane, Butch Hartman, y Rob Renzetti.

## Trama
Dexter es un niño científico pelirrojo con anteojos y de 10 años de edad (doblado para Hispanoamérica primero por Luis Alfonso Mendoza y luego por Yamil Atala, y en España por Sara Vivas), tiene un laboratorio secreto donde guarda todos sus experimentos, al que accede pronunciando variadas contraseñas o activando los interruptores ocultos en un estante para libros, que es realmente una puerta. En muchas ocasiones accede a su laboratorio oprimiendo un botón dentro de un libro en especial, y a veces identificándose por medio de un lector de retina o identificación de voz.
Dexter está casi siempre en conflicto con su poco agradable hermana Dee Dee, a quien le encanta invadir el laboratorio de su hermano y arruinar sus creaciones. Dee Dee siempre es capaz de entrar sin razón y muchos de los episodios giran alrededor de este tema.

## Personajes principales
- Dexter: Personaje principal de la serie. Es un niño genio pelirrojo con gafas y de 10 años de edad. Es creador y propietario del laboratorio secreto donde desarrolla impresionantes experimentos e inventos, pero siempre es interrumpido por Dee Dee, su molesta y traviesa hermana mayor, que  siempre se mete en su laboratorio en donde hace grandes travesuras. Aunque Dexter parezca detestar a su hermana, en la mayoría de los capítulos se ve que en el fondo la quiere mucho.
- Dee Dee: Es la hermana mayor de Dexter. Es una niña rubia de 12 años de edad, es simpática, cariñosa, energética, caprichosa y de muy buen humor, pero escandalosa, traviesa e insoportable para Dexter debido a que por lo general se dedica a buscar (y fácilmente encuentra) una manera de estar con su hermano. Siente curiosidad por el laboratorio y casi siempre termina arruinando algún invento o sección del mismo. Ama el ballet, los unicornios, los ponis y lleva puesto un tutú rosa, Dexter siempre la intenta atrapar para dejarla fuera de su laboratorio, pero siempre escapa, burla o engaña a Dexter.
- Susan "Mandark" Astronomanov (Cerebro en Hispanoamérica): Antagonista principal de la serie. Es un niño con gafas y tiene 12 años, el rival supremo de Dexter. Suele intentar controlar su laboratorio o destruirlo. Está enamorado de Dee-Dee, pero no por eso deja de ser rival de su hermano. Se avergüenza de su verdadero nombre, Susan, impuesto por sus padres hippies. A partir de la 3.ª temporada, se torna de niño genio a siniestro y loco al que se le caracteriza por el hecho de tener una peculiar y malévola risa "Haa-haha, Haa-haha-haha!".
- Papá: Padre de Dexter y Dee-Dee. Es un buen hombre que siempre aprecia mucho a sus dos hijos pero no se destaca por sus habilidades mentales. Se le ha visto en ocasiones actuar del mismo modo que Dee-Dee: arruinando la buena labor maternal en la cocina. También es adicto a los panqués y aficionado a los programas de televisión. Dexter se avergüenza de él. En un capítulo no le informó del día en el que celebraban en la escuela "el día de las profesiones", siendo suplantado por otra persona quien dice ser científico nuclear. Su padre se da cuenta, llega a la escuela y se hace pasar por un motociclista.
- Mamá: Madre de Dexter y Dee-Dee. Es una mujer sociable, solidaria y muy inteligente ama de casa. Dexter heredó varios de sus rasgos, como el color de cabello y la costumbre de usar guantes aunque de distinto color. Se le ha visto actuar del mismo modo que Dexter: realizando cada una de sus recetas con gran esmero y dedicación. Tiene fobia a la suciedad y a los gérmenes, siendo ese el motivo por el que siempre usa unos guantes amarillos y un delantal blanco.

## Personajes secundarios
- Ordenador/Computadora: Ordenador principal del laboratorio capaz de escuchar, pensar y hablar para ayudar a Dexter en sus problemas. Tiene voz femenina y Dexter la llama "mi amor".
- Oso del viento: Padre de Cerebro. Es un hippie muy culto y sabio.
- Ave del mar: Madre de Cerebro. También es hippie, ella es fina y delicada.
- Doo-Doo: Hermano de Dexter, obtenido de una transformación de Dee-Dee a masculino. Él es abusivo y atlético.
- Pobry: Apareció en un solo episodio, en el cual se le observa dentro de un tarro de basura.
- Mee-Mee: Una amiga de Dee-Dee. Es una niña afroamericana, y siempre usa un tutú morado. En el episodio La Tribu de las Chicas ella le hacía a Dexter una de las preguntas del cuestionario de la revista onceañera y él hacía pantomimas.
- Lee-Lee: Otra amiga de Dee-Dee. Tiene rasgos orientales y usa un tutú verde. Está secretamente enamorada de Dexter y lo considera atractivo, se comporta igual a la manera de Dee-Dee.
- Koosalagoopagoop: También llamado Koosy. Es un amigo imaginario de Dee-Dee que aparece por primera vez en el laboratorio de Dexter. Vive en la tierra de Koos, de la que dijo ser el rey, pero era mentira.
- Action Hank: Es un galán héroe de acción al que Dexter idolatra, junto con Albert Einstein y el Mayor América, de "Los Amigos de La Justicia". Tiene una barba impenetrable.
- Douglas E. Mordechai: Uno de los amigos más inteligentes de Dexter.
- Doug: Otro de los amigos de Dexter. Solo se le ha visto en el episodio Viaje a las estrellas: ¡No convencional!.
- Lalavava: Hermana menor de Mandark (Cerebro) y rival de Dee-Dee. Es fina, sofisticada y amenazadora. Comparte varios aspectos con Dee-Dee. Solo se le observa en el episodio La Rival de Dee-Dee. Es de escasa estatura, mientras que Mandark es más alto y delgado, similar al caso de Dexter y Dee-Dee. Su verdadero nombre es Olga.
- Isaías: Amigo moreno de Dexter.
- Beau: Exnovio de Dee Dee y amigo de Dexter.
- Lisa: Es una chica pelirroja que resulta ser la niñera de Dexter.

## Segmentos recurrentes

### The Justice Friends
The Justice Friends (Los amigos de la justicia en España e Hispanoamérica) es el trío de superhéroes favorito de Dexter (parodia de los Vengadores y los Súper Amigos), que tratan de afrontar el mayor de los retos: sobrevivir a la vida diaria, juntos, en un apartamento. Ellos en algunos episodios del Laboratorio de Dexter, tienen sus propios sketches (la mayoría de estos solo son de la 1.ª temporada). Incluso en uno, hacen un crossover con Marca M Para Monkey, a pesar de que este se considera del último corto, y en otro, son cruzados con la caricatura favorita de Dee-Dee, Mitch y Clem, que también aparecen en The Powerpuff Girls'.
Lo integran los siguientes personajes,
- Major Glory (Mayor América en Hispanoamérica, inspirado en el Capitán América y Superman): Es un superhéroe patriota, entrenado desde niño por el Tío Sam, posee una singular alergia a los gatos además de poseer la habilidad de viajar en el vacío del espacio sin la necesidad de un traje.
- Val Hallen (inspirado en Thor y Eddie Van Halen): Es un roquero de origen vikingo que, en un episodio sin su guitarra mística, llamada "Hacha" se convierte en un chico mortal enclenque con gafas.
- The Infraggable Krunk (El Invencible Gigantón en Hispanoamérica, el Inquebrantable Crunk en España, inspirado en Hulk): Es un gigante destructivo y mutante, de piel púrpura, ingenuo y con un pensamiento muy infantil, pero de fuerte carácter. En un capítulo se hace de una novia integrante de un equipo de villanos en el cual al rompérsele una uña ataca tanto a amigos como enemigos por hacerla llorar.

En ocasiones hay otros superhéroes que los acompañan en la mayoría de las aventuras, tales como Ratman (el hombre rata, basado en Batman) que los ayuda con los problemas en las alcantarillas, la Bala Humana (inspirada en Iron Man) o Tigre Blanco (una parodia de Pantera Negra) al cual Val Hallen adopta como mascota.

### Dial M for Monkey
Este segmento también incluía sus propios sketches (la mayoría de estos solo son de la 1.ª temporada). Solo uno es transmitido en la 2.ª temporada.  Monkey es un mono superhéroe, tenía segmento que también incluía sus propios capítulos (la mayoría de estos solo son de la 1.ª temporada bajo el título de Dial M for Monkey). Solo 1 es transmitido en la 2.ª temporada. Se trata de "Monkey", el mono enjaulado de Dexter, que en realidad es un superhéroe, y siempre cuenta con la ayuda de su amiga siempre torpe, la agente Honeydew. El archienemigo de Monkey es "Quark" el pato de Mandark.

## Producción

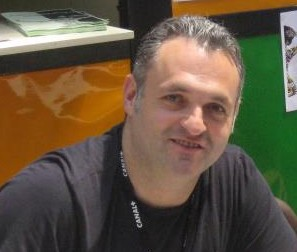
Genndy Tartakovsky, creador de El laboratorio de Dexter.

### Creación
La serie fue originalmente inspirada por un dibujo del creador Genndy Tartakovsky representando una chica alta delgada vestida como una bailarina de ballet, quien sería Dee Dee. Genndy decide posteriormente para acompañar esto con un personaje gráficamente bajo, con forma de bloque y que fuese opuesto a ella, ese sería Dexter, que fue inspirado por el hermano mayor de Tartakovsky, Alex. Después de inscribirse en el Instituto de las Artes de California en 1990 para estudiar animación, Tartakovsky escribió, dirigió, animó, y produjo dos cortometrajes que se convertirían en la base de la serie.
El laboratorio de Dexter luego se convirtió en un piloto de siete minutos como parte del proyecto de Cartoon Network, What a Cartoon!, que fue promovido como World Premiere Toons, y que fue estrenado el 26 de febrero de 1995. Los espectadores de todo el mundo votaron a través de líneas telefónicas, Internet, grupos y promociones al consumidor para elegir sus cortos de dibujos animados favoritos; el primero de los 16 cortos animados para ganar ese voto de aprobación fue El laboratorio de Dexter. Mike Lazzo, el entonces director de programación de la red, dijo que era su favorito de los 48 cortos, comentando "A todos nos encantó el humor de la relación hermano contra hermana". En agosto de 1995, Turner ordenó seis capítulos de media hora de la serie, que incluiría dos caricaturas alrededor de un spin-off del segmento titulado Dial M for Monkey.

### Plazo original
El laboratorio de Dexter se estrenó como una serie de media hora en TNT el 27 de abril de 1996, y el 28 de abril del mismo año en Cartoon Network y TBS Superstation. La serie, junto con Cow & Chicken, Johnny Bravo, The Powerpuff Girls y Courage the Cowardly Dog, se convirtió en el responsable de dar un empuje a Cartoon Network para formar parte del enfoque en la programación original e innovadora, algo que sigue hoy en día en el canal.
El laboratorio de Dexter terminó su plazo original en 1998 después de dos temporadas, en donde la primera temporada tuvo 13 episodios, mientras la segunda temporada tuvo 39 episodios; un registro notable para una producción de televisión por parte de Cartoon Network Studios. El final de la serie fue "Last But Not Beast", pero este episodio tenía la diferencia de que difería del formato de los otros episodios, en los que se trataba de una colección de cortos animados (de 8 a 13 minutos), y este era un solo episodio de 25 minutos.
En 1999, Tartakovsky regresó para dirigir El laboratorio de Dexter: Ego Trip, una película para las televisión con duración de una hora. Este fue la última producción de El laboratorio de Dexter en donde Tartakovsky estuvo implicado, y que estaba destinado a ser la conclusión a la serie. El especial fue animado a mano, aunque los diseños de los personajes y el entorno se revisaron de manera sutil. La trama sigue a Dexter en una búsqueda a través del tiempo donde él se entera de sus futuros triunfos.

### Regreso
Tras el final de la serie, Tartakovsky comenzó a trabajar en sus nuevos proyectos, Samurai Jack desde 2001 hasta 2004, y Star Wars: Clone Wars desde 2003 hasta 2005. Sus compañeros de What a Cartoon!, MacFarlane y Hartman, habían dejado Time Warner por completo en este punto, centrándose en Padre de Familia y Los Padrinos Mágicos, respectivamente.
El 21 de febrero de 2001, Cartoon Network anunció que El laboratorio de Dexter había sido revivido para una tercera temporada de 13 episodios. La serie se le dio un nuevo equipo de producción de Cartoon Network Studios, con Chris Savino asumiendo el cargo como director creativo, en la ausencia de Tartakovsky. Más tarde, en la cuarta temporada, Savino también fue promovido a productor dándole más control sobre el show y el presupuesto.

### Casting
Christine Cavanaugh dio la voz a Dexter para las dos primeras temporadas y primeros episodios de la tercera, pero se retiró de la actuación de voz en 2001 por motivos personales. Por ello fue reemplazado por Candi Milo.
Allison Moore, una amiga de la universidad de Tartakovsky, fue elegida como Dee Dee. Ella dejó el programa después de la primera temporada, porque ella ya no estaba interesada en la actuación de voz. El papel fue posteriormente dado a Kathryn Cressida. En la tercera temporada, Moore volvió brevemente una vez como la más la voz de Dee Dee antes de que Cressida asumiera el papel para la cuarta temporada.

### Animación
La serie fue animada de una manera estilizada, Tartakovsky dice que fue influenciado por Merrie Melodies con la caricatura The Dover Boys at Pimento University. El laboratorio de Dexter, sin embargo, fue efectuada de una manera cinematográfica por ampliar la imagen, en lugar de ser plano, dejando espacio y profundidad para los gags y las acciones. Tartakovsky también fue influenciado por otros dibujos animados como los de Warner Bros., Hanna-Barbera, los anime donde se hace el uso de mechas (es decir, robots) y los cortometrajes realizados por UPA.
Tartakovsky ha dicho que el personaje de Dexter fue diseñado "lo más simple posible", ya que su cuerpo es pequeño, cuadrado y rechoncho, rodeado con un grueso contorno negro y relativamente con pequeños detalles físicos. Desde que supo que estaba diseñando el show para la televisión, él deliberadamente decidió limitar el diseño intencionadamente en el diseño de los personajes en algún nivel, en un primer momento con la nariz y la boca, y luego con un estilo de animación sencillo similar a la de Hanna-Barbera.

## Episodios
| Temporada | Temporada | Segmentos | Episodios | Episodios | Emisión original        | Emisión original         |
| Temporada | Temporada | Segmentos | Episodios | Episodios | Primera emisión         | Última emisión           |
| --------- | --------- | --------- | --------- | --------- | ----------------------- | ------------------------ |
|           | Pilotos   | —         | 4         | 4         | 26 de febrero de 1995   | 14 de abril de 1996      |
|           | 1         | 39        | 13        | 13        | 27 de abril de 1996     | 1 de enero de 1997       |
|           | 2         | 108       | 39        | 39        | 16 de julio de 1997     | 15 de junio de 1998      |
|           | Ego Trip  | Ego Trip  | Ego Trip  | Ego Trip  | 10 de diciembre de 1999 | 10 de diciembre de 1999  |
|           | 3         | 36        | 13        | 13        | 16 de noviembre de 2001 | 20 de septiembre de 2002 |
|           | 4         | 38        | 13        | 13        | 22 de noviembre de 2002 | 20 de noviembre de 2003  |

### Episodios controvertidos
El episodio Dial M for Monkey: Barbequo (temporada uno, 1996) fue retirado de la serie luego de ser transmitido en Estados Unidos por dos razones. Primero, presenta un personaje llamado Silver Spooner (una parodia de Silver Surfer), que fue percibido por Cartoon Network como un estereotipo de hombres homosexuales. En segundo lugar, Krunk parece emborracharse, tiene resaca y vomita fuera de cámara. En transmisiones posteriores y en su DVD de la primera temporada (Región 1), "Barbequor" ha sido reemplazado por "Dexter's Lab: A Story", un episodio de la segunda temporada.
Durante la segunda temporada de la serie, se creó un episodio llamado "Rude Removal" (segunda temporada, 1997). Implica que Dexter crea un "sistema de eliminación de rudeza" para disminuir la rudeza de Dee Dee y de él mismo; pero al hacer eso crea clones muy rudos de ambos hermanos. "Rude Removal" solo se mostró durante ciertos festivales de animación y nunca se emitió en televisión debido a que los personajes insultaban, a pesar de que todas las malas palabras fueron censuradas. Tartakovsky comentó que "a los estándares no les gustó". Linda Simensky, entonces vicepresidenta de programación original de Cartoon Network, dijo: "Sigo pensando que es muy divertido. Probablemente saldría al aire mejor tarde en la noche". Michelle Klein-Häss de Animation World Network calificó el episodio de "hilarante" después de verlo en la celebración mundial de animación de 1998, aunque predijo que "nunca se mostraría en televisión". En octubre de 2012, se le preguntó a Genndy Tartakovsky sobre "Eliminación de Rudeza" durante un AMA en Reddit, y él respondió "¡La próxima vez que haga una aparición pública lo traeré conmigo!". Adult Swim luego preguntó a los fanáticos en Twitter si aún existía interés en él, y la respuesta de los fanáticos fue "abrumadora". "Rude Removal" finalmente se subió a la cuenta oficial de YouTube de Adult Swim el 22 de enero de 2013.

## Reparto
| Personaje             | Actor de voz original | Actor de doblaje (Hispanoamérica)                                                                         | Actor de doblaje (España)                               |
| --------------------- | --- | --- | ------------------------------------------------------- |
| Dexter                | Christine Cavanaugh (1.º & 2.º temp., ep. 53, 54, 55, y 3.º cap. del ep. 57) Candi Milo (Ep. 56, 1.º y 2.º cap. del ep. 57 - Hasta el ep. 78) | Luis Alfonso Mendoza (1-6 eps.) Yamil Atala (resto) Benjamín Rivera (5 ep.) Raúl Carballeda (voz cantada) | Sara Vivas                                              |
| Dee Dee               | Allison Moore (1.º y 3.º temp.) Kat Cressida (2.º y 4.º temp.)                                                                                | Gaby Willer (1-6 eps.) Isabel Martiñón (resto) Gabriela Vega (voz cantada)                                | Isacha Mengíbar                                         |
| Madre de Dexter       | Kath Soucie | Liza Willert Olga Hnidey (un cap.) Vicky Córdova (voz cantada)                                            | Pepa Castro (temp. 1) Begoña Hernando (temp. 2-4)       |
| Padre de Dexter       | Jeff Bennett | Herman López Armando Gama (voz cantada)                                                                   | Fernando de Luis (temp. 1) José Luis Angulo (temp. 2-4) |
| Mandark               | Eddie Deezen | Yamil Atala (3 ep.) José Antonio Macías (12 ep.) Javier Rivero (temp. 2) José Gilberto Vilchis (resto)    | Chelo Vivares (temp. 1) Adolfo Moreno (temp. 2-4)       |
| Mee Mee               | Kimberly Brooks | Gisela Casillas                                                                                           | Sin identificar                                         |
| Monkey                | Frank Welker | Genaro Vásquez                                                                                            | Salvador Aldeguer                                       |
| Major Glory           | Rob Paulsen | Andrés García                                                                                             | Gabriel Jiménez                                         |
| Clem                  | Tom Kenny | Alfonso Obregón                                                                                           | Sin identificar                                         |
| Abuelo de Dexter      | Sin identificar | Francisco Colmenero                                                                                       | Sin identificar                                         |
| Ordenador/Computadora | Kath Soucie | Yolanda Vidal                                                                                             | Ana Jiménez                                             |
| Honeydew              | Kath Soucie | Gaby Willer                                                                                               | Sin identificar                                         |
| Lee Lee               | Kath Soucie | Circe Luna                                                                                                | Sin identificar                                         |
| Ave del mar           | Kath Soucie | Ada Morales                                                                                               | Sin identificar                                         |
| Oso del Viento        | Jeff Bennett | Carlos Segundo Bravo                                                                                      | Sin identificar                                         |
| Krunk                 | Frank Welker | Víctor Hugo Aguilar                                                                                       | Sin identificar                                         |
| Mitch                 | Rob Paulsen | Esteban Desco                                                                                             | Sin identificar                                         |
| ValHallen             | Tom Kenny | José Arenas                                                                                               | Pablo Sevilla                                           |
| Pobry                 | Rory Sweet | Sin identificar                                                                                           | Rodolfo Molin                                           |
| Narrador              | Tom Kenny | Luis Alfonso Mendoza (1-6 eps.) Genaro Vásquez (temp. 2) Yamil Atala (resto)                              | Miguel Zúñiga                                           |
| Voces Adicionales     | David Kaufman Cree Summer | Sin identificar                                                                                           | Jose Roberto Díaz                                       |

## Videojuegos
Seis videojuegos inspirados en la serie también han sido comercializados:
- Dexter's Laboratory: Robot Rampage para Game Boy Color.
- Dexter's Laboratory: Chess Challenge para Game Boy Advance.
- Dexter's Laboratory: Deesaster Strikes!, también para el Game Boy Advance.
- Dexter's Laboratory: Mandark's Lab? para PlayStation.
- Dexter's Laboratory: Science Ain't Fair para PC.
- Dexter's Laboratory: Security Alert! para celulares.

Muchos de los personajes de la serie también se incluyen en los videojuegos Cartoon Network Racing y Cartoon Network: Punch Time Explosion.
Un videojuego de acción de la serie se iba a lanzar para la PlayStation 2 y Nintendo GameCube en 2004, pero el mismo fue cancelado. El 15 de febrero de 2005, Midway Games había anunciado planes para desarrollar y producir un nuevo videojuego de la serie para múltiples consolas, pero el juego nunca vio la luz del día.

## Recepción

### Audiencia
Desde su debut, El laboratorio de Dexter ha sido una de las series originales de Cartoon Network más exitosas, siendo la de mayor audiencia de la red en 1996 y 1997. A nivel internacional, la serie obtuvo una mención especial al mejor guion en 1997 en el festival Cartoons on the bay en Italia. En 1998 y 1999, un globo de Dexter fue presentado en el desfile del día de Acción de Gracias. El programa también fue parte de la razón del 20% de aumento de calificaciones de audiencia en Cartoon Network durante el verano de 1999.
La transmisión de la serie el 7 de julio de 2000 fue la de mayor audiencia en transmisión de la red de todos los tiempos entre hogares (3,1), niños de 2 a 11 años (7,8 de audiencia), y los niños de 6 a 11 años (8,4 de audiencia), con una entrega de casi 2 millones de hogares viendo el programa.
El 31 de julio de 2001, se obtuvo la calificación más alta de los hogares (2,9) y la entrega (2.166.000 hogares) de cualquier transmisión por televisión de Cartoon Network para ese año. El laboratorio de Dexter fue también uno de los programas originales de la red de más alta cuota de pantalla en 2002.

### Crítica
Uno de los programas animados favoritos de entonces presidente de Cartoon Network, Betty Cohen, fue El laboratorio de Dexter. El rapero Coolio también ha dicho que es un fan de la serie y estaba dispuesto a hacer una canción para la banda sonora, a petición de Cartoon Network, declarando: "Puedo ver una gran cantidad de dibujos animados porque tengo niños. De hecho, he observado más dibujos animados que películas".
En una lista de top 10 realizada por la revista Entertainment Weekly en 2012, El laboratorio de Dexter fue clasificado como el cuarto mejor show de Cartoon Network. En 2009, El Laboratorio de Dexter fue nombrado por IGN como mejor animación en el puesto 72.º.

### Premios
| Año  | Premio        | Categoría                                                                                             | Nominado(s)                                                          |
| ---- | ------------- | --- | -------------------------------------------------------------------- |
| 1995 | Premios Annie | Mejor cortometraje de animación                                                                       | Hanna-Barbera (por el episodio piloto "Dexter's Laboratory")         |
| 1997 | Premios Annie | Mejor Logró Individual: Escribir en una producción de TV                                              | Jason Butler Rote y Paul Rudish (por "Beard to Be Feared")           |
| 2000 | Premios Annie | Mejor Logró Individual de Actuación de voz por una artista femenina en un producto televisivo animado | Christine Cavanaugh (como Dexter en "Dexter's Laboratory: Ego Trip") |

### Nominaciones
- Estuvo también en otras nueve nominaciones en los Annie Awards de 1995, 1997, 1998 y 2000.
- Estuvo cuatro veces nominado en el Primetime Emmys de 1997,1998 y 1999.
- Estuvo tres veces nominado en los Golden Reel Award de 1998, 2002 y 2004.